# Gråsten Kommune
Gråsten Kommune i Sønderjyllands Amt blev dannet ved kommunalreformen i 1970. Ved strukturreformen i 2007 blev den indlemmet i Sønderborg Kommune sammen med Augustenborg Kommune, Broager Kommune, Nordborg Kommune, Sundeved Kommune og Sydals Kommune.

## Tidligere kommuner
Gråsten Kommune blev dannet inden kommunalreformen ved frivillig sammenlægning af 3 sognekommuner:
| Kommune  | Folketal september 1965 | Byer              |
| -------- | ----------------------- | ----------------- |
| Gråsten  | 3.380                   | Gråsten og Adsbøl |
| Kværs    | 1.046                   | Kværs og Tørsbøl  |
| Rinkenæs | 1.942                   | Rinkenæs          |
| I alt    | 6.368                   |                   |

## Sogne
Gråsten Kommune bestod af følgende sogne, alle fra Lundtoft Herred:
- Gråsten-Adsbøl Sogn
- Kværs Sogn
- Rinkenæs Sogn

## Borgmestre[2]
| Navn                      | Parti                       | Periode   |
| ------------------------- | --------------------------- | --------- |
| Anton Andersen Matthiesen | Det Konservative Folkeparti | 1970-1982 |
| Uwe Nannsen               | Socialdemokratiet           | 1982-1990 |
| Peter Brodersen           | Venstre                     | 1990-1994 |
| Bendt Olesen              | Socialdemokratiet           | 1994-2006 |